# بيتر مارش (عامل اجتماعي)
بيتر مارش (بالإنجليزية: Peter Marsh)‏ هو عامل اجتماعي بريطاني، ولد في 1950.